# クレマー・K8 スパイダー

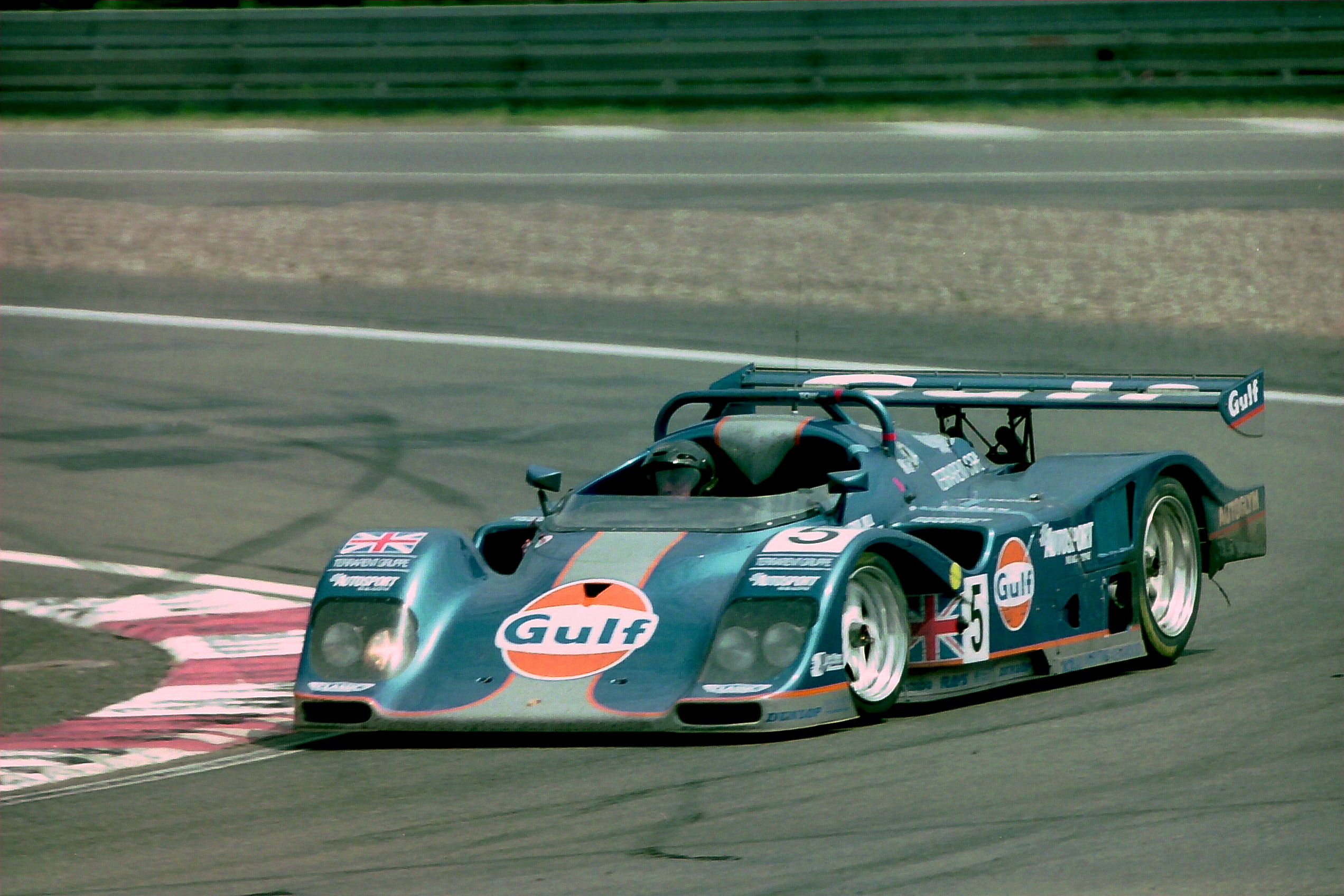
クレマー・K8 スパイダー (1994年ルマン)

クレマー・K8 スパイダーは、その前身であるK7（1992–1993）と共に、IMSA GT選手権、インターセリエ、インターナショナル・スポーツカー・レーシングシリーズなどの複数のスポーツカーシリーズで使用するためにクレマー・レーシングによって製作されたオープンコックピットのプロトタイプカー。マシンはポルシェ・962Cのコンポーネントを多く使用し、デイトナ24時間レースといくつかのチャンピオンシップで優勝した。

## 開発

### K7
1992年、クレマー・レーシングは、1991年に新規定となった新エンジンによってもたらされる多額の費用のためにスポーツカー世界選手権の参戦を見送った。そのため、クレマーは小規模なインターセリエ・チャンピオンシップに目を向けた。これにより、クレマー・962CK6はさまざまなマシンと競争することができた。しかし、当時のインターセリエのチームは、オープンコックピットのフォーミュラ・ワンまたはCARTのマシンをベースに、ダウンフォースを増やすためにボディワークが取り付けられた。これにより、962CK6のようなクローズドコックピットのプロトタイプは、重量が重いために不利にだった。したがって、クレマーレーシングや、シリーズの他チームは、重量を減らして速度を上げるために、クーペをオープンコックピットカーに変えることを選択した。
クレマーは当初、962CK6の1台を選び、ボディワークに大幅な変更を加え始めた。コックピットのルーフとフロントガラスは取り外され、ドアはオープンコックピットを囲む新しいボディワークに置き換えられた。このサイドボディワークの強化により、ドライバーはフォーミュラカーのように、より中央の位置に移動した。ドアが無くなったため、コックピット両側の大きな吸気口も形状を変更し、車の側面から空気が流入できるように大きなインテークを加えた。
エンジンカバーは、横転時にドライバーを保護し、962CK6のエアロダイナミクスの一部を維持するために残された。ボディワークの下には、タイプ-935 3.2リッター水平対向6気筒エンジンを含め、962のほとんどのメカニズムが保持された。これらの車は、クレマー・K7 スパイダーとし、少なくとも2台はインターセリエ専用に製造された。

### K8
インターセリエでのK7の成功に続いて、クレマーは、IMSAGTチャンピオンシップとルマン24時間レースで許可された新しいオープンコックピットプロトタイプに設計を適合させる。962CK6がベースとして使用されたが、これらのレースで使用されるルールに準拠するために、CK7から新しいK8 スパイダーの間でいくつかのスタイリング要素が変更された。
K8は、962CK6で使用されていた2人乗りのレイアウトを維持する必要があった。これは、ドアを置き換える大きなボディワークが、フロントガラスを組み込んだはるかに低いデザインに置き換えられたことになった。規定では、横転時にドライバーの頭をより保護するために、エンジンカバーの上部にロールバーを追加することになっていた。また、エンジンの要件を満たすために、クレマーは、排気量3.0リッターのタイプ-935Flat-6の小型バージョンを使用することにした。ターボチャージャーに空気を入れる大きなシュノーケルも、より目立たないインレットに置き換えられた。
4台のK8 スパイダーがクレマーによって作成された。

## レース戦績
最初のK7は、1992年のインターセリエシーズン中にデビューした。ポルシェ・962CK6と共に走ったK7は、5月17日のニュルブルクリンクでの最初のレースで好成績を収め、7月26日のブランズハッチで1ヒートで優勝し、総合2位でフィニッシュした。K7はゾルダーサーキットとオートドロムモストで勝利を収め、クレマーレーシングがチームチャンピオンシップを獲得し、マヌエル・ロイターがドライバーズチャンピオンシップを獲得した。

1993年には、旧型の962CK6に代わって、K7に置き換わった。チームはすぐにシリーズをリードし、ハラマで1位と2位でフィニッシュした。どちらの車も、1台のK7が問題を抱えて7位でフィニッシュする最終ラウンドまで、シーズンの残りの期間でトップ3フィニッシュを達成した。シーズン4勝でジョバンニ・ラヴァッジはドライバーズチャンピオンシップを獲得、クレマーはチームチャンピオンシップでS.C.Iに次ぐ2位でフィニッシュした。

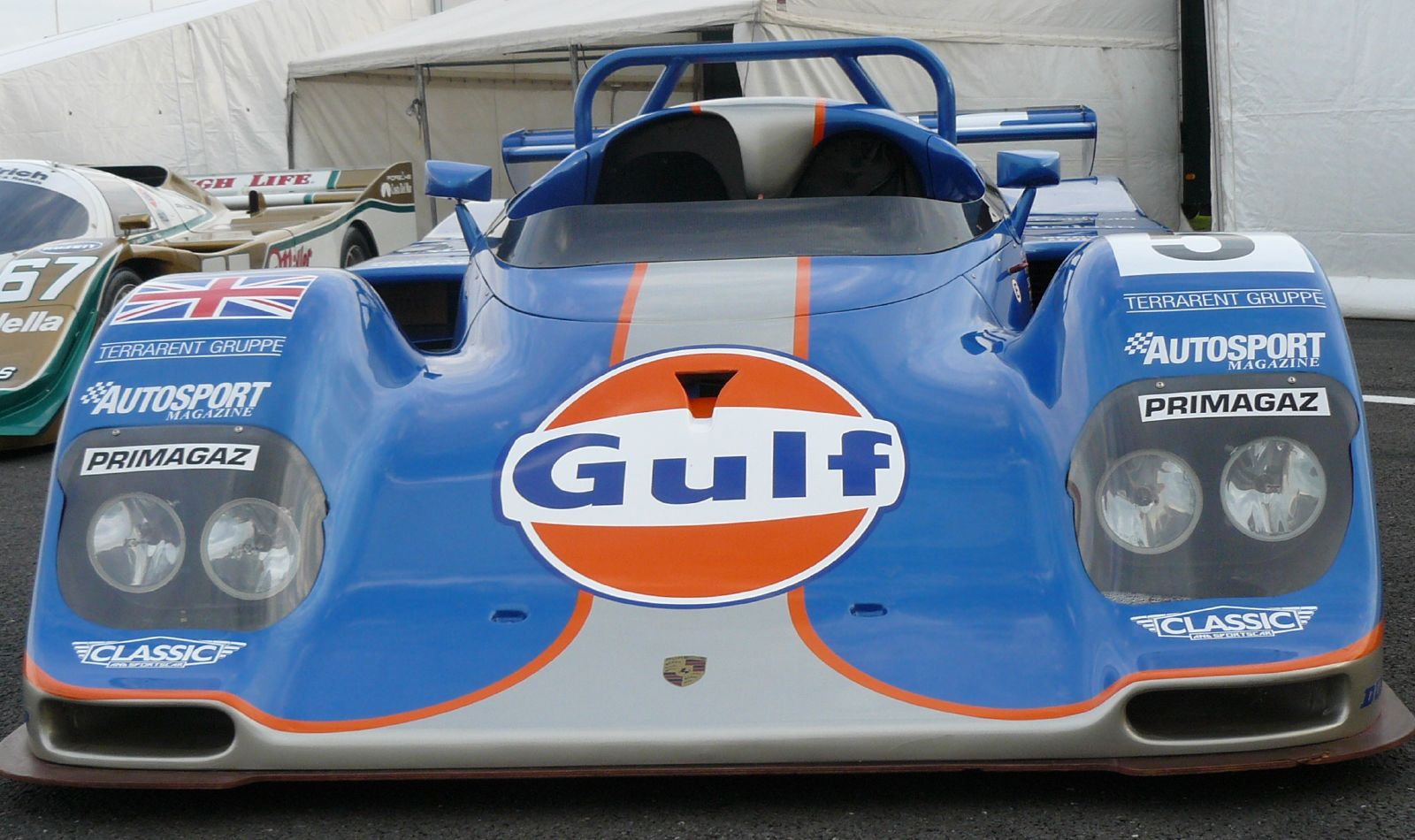
クレマー・K8スパイダー

1994年、クレマーはル・マン24時間レースでのデビューに向けて、新しいK8スパイダーの開発に専念した。ガルフオイルのスポンサーを受けて、K8スパイダーはLMP1 / C90クラスで参戦する唯一のオープンコックピットカーになった。そのマシンデザインでクラージュ-ポルシェと並んで2位グリッドで予選を通過したことでそのスピードを証明した。ドライバーのデレック・ベル、ロビン・ドノヴァン、ユルゲン・ラシグは、トップに向かって走ったが、最終的に優勝したダウアー・962LMから30周近く遅れて6位でレースを終えた。
ル・マンの後、クレマーレーシングは、1995年シーズンのIMSA GTチャンピオンシップの開幕戦であるデイトナ24時間レースに参加することで、K8の耐久性を再び証明することを選択した。予選はうまくいかなかったが、ジョバンニ・ラヴァッジ、ユルゲン・ラシグ、マルコ・ヴェルナー、クリストフ・ブシューのチームは、最終的にライバルを5周上回ってレースで勝利を収めることができた。チームは次のイベントであるセブリング12時間レースに参戦したが、K8はメカニカルトラブルを抱え、30位でフィニッシュした。
そのため、チームはヨーロッパに戻り、2台目のK8が完成し、両方の車で再び1995年ルマンに参戦した。当時、オープンコックピットのプロトタイプで、K8はクラージュや新たに製作された、フェラーリ・333SPなどとの競争に直面した。1台のK8は予選5位、最終的に6位フィニッシュすることができた。2台目の車はレースでペースが上がらず、最終的に電気系のトラブルでリタイヤした。ル・マンの後クレマーは、インターセリエで1年を終えることを選択し、最後の3ラウンドのうち2ラウンドでCK7を使用して、1回の勝利を収めた。
1996年、クレマーはポルシェ・911GT2で、新たに参戦した、BPRグローバルGTシリーズに集中し始めた。そしてボディワークがわずかに進化した、2台のK8が1996年ルマンに再び参戦した。マシンの基本設計の古さが否めず、予選では、なんとか13位にとどまった。レースでは両方の車がフィニッシュできなかった。1台は事故で、もう1台はエンジンの故障によるものだった。
1997年ルマンでは、 2台の車のうちの1台がレースに出場できなかった。唯一の1台は、エンジンの故障で前半にレースから脱落した。
しかし、K8は1997年に再び競争力を上げた。チームはジョン・ニールセンとトーマス・ブシャーが、モンツァ1000kmで優勝を収めた。ル・マンの後、チームは新たなインターナショナル・スポーツカー・レーシングシリーズ(ISRS)に参加した。2台のK8がシリーズのデビューシーズンの最終ラウンドで競い合い、3位と7位を獲得した。
1998年、2台の車がフルシーズンに登場した。開幕戦は2位でK8に最高の結果をもたらし、チームは最終的にチームチャンピオンシップで8位でフィニッシュした。1998年ルマンに単独だがK8で再びエントリーし、総合12位、LMP1クラスでは2位でフィニッシュした。
1999年、クレマーレーシングはISRSで使用するために、ローラ・B98/10を購入したため、1999年はK8スパイダーで参戦の最終年になった。しかし、ローラが完成する前に、チームはシーズン最初の2ラウンドでK8を使用し、1つで9位でフィニッシュした。2台目のK8は、シーズン初期にオランダのプライベートチーム、BPRコンペティションに売却され、最終的にこの年限りでK8はシリーズから撤退した。